# 丹麦哥本哈根圣殿
丹麦哥本哈根圣殿是耶稣基督后期圣徒教会第118个开放的圣殿，位于丹麦首都大区腓特烈斯贝，是少数用原有建筑改建的圣殿之一。
1999年3月17日，该教会宣布在丹麦修建圣殿。同年4月24日开始动工。该圣殿是利用建于1931年的Priorvej礼拜堂改建，前面有新古典主义风格的柱廊。改建主要是在内部，外观保持未变。
2004年5月23日，戈登‧兴格莱（Gordon B. Hinckley）会长主持奉献仪式。